# Microrégion d'Altamira

Localisation de la microrégion d'Altamira

La microrégion d'Altamira est l'une des deux microrégions qui subdivisent le Sud-Ouest de l'État du Pará au Brésil.
Elle comporte 8 municipalités qui regroupaient 247 642 habitants en 2006 pour une superficie totale de 226 196 km2.

## Municipalités[1]
- Altamira
- Anapu
- Brasil Novo
- Medicilândia
- Pacajá
- Senador José Porfírio
- Uruará
- Vitória do Xingu